# Shane Rufer
Shane Rufer, est un footballeur puis entraîneur néo-zélandais, né le 30 mars 1960 à Te Puia Springs. Il évolue au poste de milieu de terrain de la fin des années 1970 au début des années 1990.
Après des débuts en Nouvelle-Zélande, il fait l'essentiel de sa carrière en Suisse principalement au FC Zurich. Il compte huit sélections pour deux buts inscrits en équipe nationale.
Devenu entraîneur, il dirige des clubs suisses et néo-zélandais ainsi que la sélection des îles Cook en 2011. Son frère Wynton Rufer, également footballeur international néo-zélandais est élu meilleur footballeur océanien du XXe siècle par l'IFFHS.

## Biographie

### Joueur
Shane Rufer nait le 30 mars 1960 à Te Puia Springs d'un père suisse et d'une mère d'origine maorie. Il est le frère aîné du joueur océanien du siècle Wynton Rufer. Il commence le football à Wellington, au poste d'attaquant, et, en 1975, rejoint le Seatoun AFC, club de deuxième division de la ligue centrale en provenance du Rongotai College. En 1978, il est appelé, en compagnie de son frère, en équipe de Nouvelle-Zélande des moins de 20 ans pour disputer les qualifications de la Coupe du monde des moins de 20 ans. Il inscrit un but lors de la victoire quatre buts à zéro face à la Papouasie-Nouvelle-Guinée,. Après trois saisons dans ce club, il rejoint en 1979 le Stop Out AFC, club de première division dirigé par Maurice Tillotson. Alors qu'il est également international de softball, il connaît lors de cette saison sa première sélection internationale. Il est appelé par le sélectionneur John Adshead pour les rencontres amicales disputées contre les îles du Pacifique. Pour ses débuts internationaux face aux Fidji, il inscrit un but lors de la victoire six buts à zéro puis, deux jours plus tard, inscrit un nouveau but face à cette même sélection, lors de la victoire néo-zélandaise trois buts à zéro. En fin de saison, il retourne au Seatoun AFC puis, à la mi-saison 1981, il s'engage avec le Miramar Rangers AFC.
En octobre 1981, les deux frères rejoignent Norwich City pour réaliser un essai. Ils disputent notamment une rencontre face au Strikers de Fort Lauderdale et, le club anglais propose, au terme de l'essai, un contrat professionnel à Wynton mais pas à Shane,. En contact avec le Grasshopper Zurich, les deux frères, qui possèdent un passeport suisse, s’engagent finalement en juin 1982 avec le FC Zürich, un des candidats au titre. Replacé au poste de milieu de terrain ou de défenseur, Shane Rufer fait ses débuts en championnat, aux côtés de son frère, lors de la troisième journée, dans le cadre d'un déplacement chez les Young Boys Berne, les deux équipes se séparent sur un match nul deux buts partout. Quatrième du championnat, le club est éliminé en demi-finale de la Coupe après une défaite cinq buts à un face au rival du Grasshopper. Shane Rufer dispute six rencontres lors de cette saison. L'année suivante, il est prêté au FC Lugano, club de Ligue B et un des favoris pour le titre. Quatrième du championnat avec cette équipe, il est prêté l'année suivante au promu  en LNA, le SC Zoug. En fin de saison, le club termine douzième du championnat et se retrouve relégué en LNB, Shane Rufer retourne alors au FC Zurich.
De retour en sélection, il dispute comme titulaire les éliminatoires pour la Coupe du monde 1986 mais représente son pays sans l'accord de son club. De retour au FC Zurich, Shane Rufer et son frère sont condamnés à une amende par leurs dirigeants. Il s'impose comme titulaire lors de la saison 1987-1988 qui voit le club relégué en LNB. Il s'engage alors à l'AC Bellinzone où il ne reste qu'une saison puis, rejoint le Servette FC où il ne parvient pas à s'imposer. Il quitte le club, au bout de deux saisons, sur une troisième place en championnat.

### Entraîneur
Shane Rufer devient entraîneur-joueur du  FC Versoix en 1992, club de troisième division suisse. Après une saison avec ce club terminé à la douzième place, il rejoint toujours comme entraîneur-joueur le FC Saint-Jean où il reste deux saisons. Il devient ensuite de 1995 à 1997 directeur technique du FC Grand Saconnex, autre club de troisième division suisse.
Il revient en 1997 en Nouvelle-Zélande et devient sélectionneur adjoint de l'équipe nationale des moins de 17 ans puis, la même année, prend en charge North Shore United. En 1998, il devient responsable technique des juniors de l'équipe du Three Kings FC puis, l'année suivante, il prend le poste d'entraîneur adjoint de la franchise des Football Kingz. Il occupe ce poste jusqu'en 2001, année où il assure un intérim de deux rencontres à la tête de l'équipe première.
En 2004, Shane Rufer dirige Onehunga Sports puis, l'équipe des îles Salomon des moins de 20 ans lors du championnat d'Océanie des moins de 20 ans comptant pour les qualifications pour la Coupe du monde des moins de 20 ans. Sous ses ordres, les îles Salomon atteignent la finale de la compétition où elles sont battues trois buts à zéro par l'Australie. Il devient par la suite entraîneur adjoint des YoungHeart Manawatu puis, en 2006, prend en charge l'équipe première jusqu'en 2008.
Membre de l'encadrement technique de la Nouvelle-Zélande en 2008, il crée ensuite une école de football à son nom à Palmerston North. Il devient en 2011 sélectionneur des îles Cook le temps des éliminatoires pour la Coupe du monde 2014.
Son fils, Alex est également un footballeur professionnel.